# (27975) Мазуркевич
(27975) Мазуркевич (пол. Mazurkiewicz) — типичный астероид главного пояса, который был открыт 23 октября 1997 года американским астрономом Паулем Комба в Прескоттской обсерватории и назван в честь польского математика Стефана Мазуркевича.

Орбита астероида Мазуркевич и его положение в Солнечной системе